# 托馬斯·博福特 (埃克塞特公爵)
托馬斯·博福特（英語：Thomas Beaufort，1377年1月—1426年12月31日），埃克塞特公爵，岡特的約翰與凱瑟琳·斯溫福德之子。
托馬斯·博福特是亨利四世同父異母的弟弟，曾為英格蘭大法官，英法百年戰爭期間擔任英軍將領。1426年去世，年約49歲。